# Douzains
Douzains település Franciaországban, Lot-et-Garonne megyében. Lakosainak száma 261 fő (2022. január 1.). Douzains Cahuzac, Castillonnès, Lalandusse, Lauzun, Montauriol és Sérignac-Péboudou községekkel határos.

## Népesség
A település népességének változása:
| Lakosok száma | 272  | 193  | 244  | 262  | 270  | 261  | 269  | 270  | 274  | 261  |
|               | 1968 | 1982 | 1999 | 2006 | 2011 | 2015 | 2017 | 2018 | 2020 | 2022 |